# Pulpo Paul
Paul (pronunciación: /paʊl/) (Weymouth, 26 de enero de 2008-Oberhausen, 26 de octubre de 2010) fue un pulpo empleado como oráculo para predecir los resultados de la selección de fútbol de Alemania en competiciones internacionales, concretamente en la Eurocopa 2008 y en el Mundial de Fútbol 2010, donde también sirvió para predecir otros resultados, acertando los ocho emparejamientos que se le propusieron. Debido a la notable trascendencia mediática que le otorgó este hecho, surgieron en ciertos países algunos nombres con los que fue denominado y que hacían referencia a sus supuestas facultades adivinatorias; así en alemán fue conocido como das Krakenorakel y en inglés como the psychic octopus, expresiones que en lengua española significan «pulpo oráculo» y «pulpo médium», respectivamente. Después del campeonato mundial de fútbol, sus cuidadores comunicaron que no volvería a realizar más pronósticos.
A pesar de haber nacido en el Sea Life Centre de Weymouth, una localidad del sur de Inglaterra, vivió en las instalaciones del Sea Life Centre en Oberhausen (Alemania). Su nombre fue tomado del título de un poema del escritor alemán de literatura infantil Boy Lornsen, titulado «Der Tintenfisch Paul Oktopus» (El calamar Paul, el pulpo). Según el director del acuario, Paul demostró pronto una destacada inteligencia, y afirmó que su peculiar forma de mirar a los visitantes llevó a sus cuidadores a intentar comprobar su talento.

## Especie
Paul era un pulpo común (Octopus vulgaris), una especie de cefalópodo octópodo de la familia Octopodidae, que habita en el mar Mediterráneo y el océano Atlántico oriental.
El pulpo como especie es considerado el más inteligente de los animales invertebrados, además de estar dotado de una gran memoria, gran habilidad para ocultarse de los depredadores, resolver problemas complejos, distinguir tonos y formas, así como para escapar de laberintos. Aunque algunas especies de pulpos pueden distinguir colores, existe consenso científico de que los pulpos comunes (especie a la que pertenecía Paul) no pueden. Para demostrarlo, se utilizaron datos etiológicos e histológicos, habiéndose comprobado que los ojos de esta especie solo disponen de un tipo de células cono. En cambio, sí pueden distinguir tonalidades y contrastes, habiéndose atribuido a esta facultad las elecciones de Paul. La vida media de un pulpo suele ser de tres años.

## Método de predicción

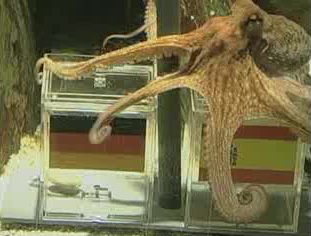
Paul decantándose por la urna de España frente a la de Alemania para la semifinal del Mundial de 2010

Antes de cada partido internacional de la selección alemana, a Paul se le presentaron dos contenedores idénticos con comida: uno de ellos estaba marcado con la bandera de Alemania y el otro con la bandera del equipo oponente. La bandera presente en el contenedor que elegía Paul era interpretada como la del equipo que lograría la victoria. De esta forma, Paul escogió correctamente cuatro de los seis partidos que jugó Alemania en la Eurocopa 2008 y en los primeros seis partidos en la Copa Mundial de Fútbol de 2010. También predijo que España vencería a Alemania en la semifinal y acertó, además de acertar el triunfo de Alemania sobre Uruguay en el encuentro por la tercera plaza y el de España sobre Países Bajos en la final del campeonato. El pulpo Paul hizo pleno en sus predicciones de la Copa del Mundo de 2010.
En algunos medios se difundió erróneamente que Paul había escogido el contenedor correspondiente al equipo visitante en todos los casos. Sin embargo, para los partidos de Alemania frente a Australia e Inglaterra en el Mundial 2010, Paul escogió a Alemania como ganador, ejerciendo esta selección como local.

## Hipótesis
Con todo ello, son varios los que opinan que las predicciones realizadas por Paul fueron consecuencia del azar o de la casualidad; esta opinión fue sostenida entre otros por el profesor Chris Budd de la Universidad de Bath, el profesor David Spiegelhalter de la Universidad de Cambridgey Etienne Roquain de la Universidad Pierre y Marie Curie en París. De hecho, personas entendidas en el tema consideran que el pulpo podría estar influenciado por sus cuidadores de tal manera que acertase los partidos en función de lo que estos dictaminasen, pues seres vivos de estas características pueden ser fácilmente manipulables por medio del estado de la comida (en este caso bivalvos), aunque cabe destacar que la capacidad predictiva de los cuidadores de ninguna manera podría calificarse de infalible.
A las conjeturas mencionadas se le suma la opinión dada por un experto del Instituto de Investigaciones Marinas del CSIC de Vigo, quien estima que el pulpo no puede distinguir los colores como el resto de sus congéneres, pero podría haberse sentido atraído por el gran contraste que manifiesta la bandera española, pues a pesar de que sostiene que no posee facultades para discernir colores, afirma que sí puede distinguir tonos y formas. También añadió que, en su opinión, es probable que el pulpo Paul de 2010 no fuera el mismo que el de 2008, encargado de la predicción de los partidos de la Eurocopa, afirmando que por aquel entonces el cefalópodo ya era un ser adulto, y esta clase de animales no suelen tener una esperanza de vida superior a los dos o tres años.
Según un análisis matemático, suponiendo que la elección de Paul sigue una probabilidad binomial y que todas las banderas tienen la misma probabilidad de ser escogidas, entonces la probabilidad de que acierte 12 de 14 partidos es cercana al 0,6 %, lo cual es un suceso altamente improbable. Asimismo, se estima que si el pulpo actuase influenciado por los designios de una persona que tuviera en cuenta las probabilidades, el porcentaje podría multiplicarse por ocho. Ese aspecto matemático apoya la hipótesis de que las banderas no tienen la misma probabilidad de ser seleccionadas, sino que cabría la posibilidad de que Paul estuviera entrenado para seleccionar la bandera de Alemania (o similares, por error), de tal modo que esta sería la que más probabilidad tendría (como se dedujo del hecho de ser la que más veces fue escogida).

## Fenómeno mediático

### Copa Mundial de Fútbol

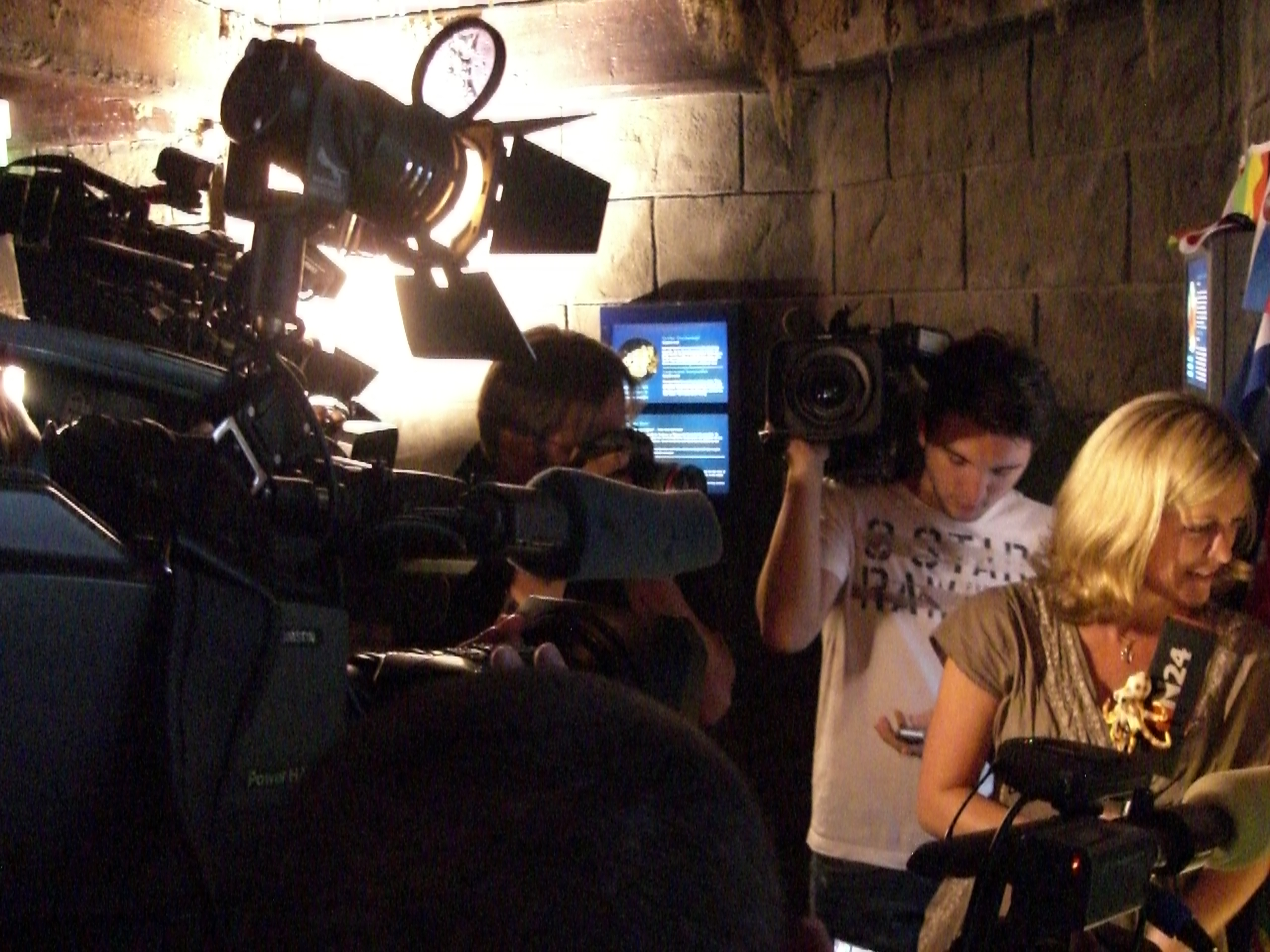
Equipos de prensa grabando una de las predicciones de Paul durante la Copa Mundial de Fútbol de 2010.

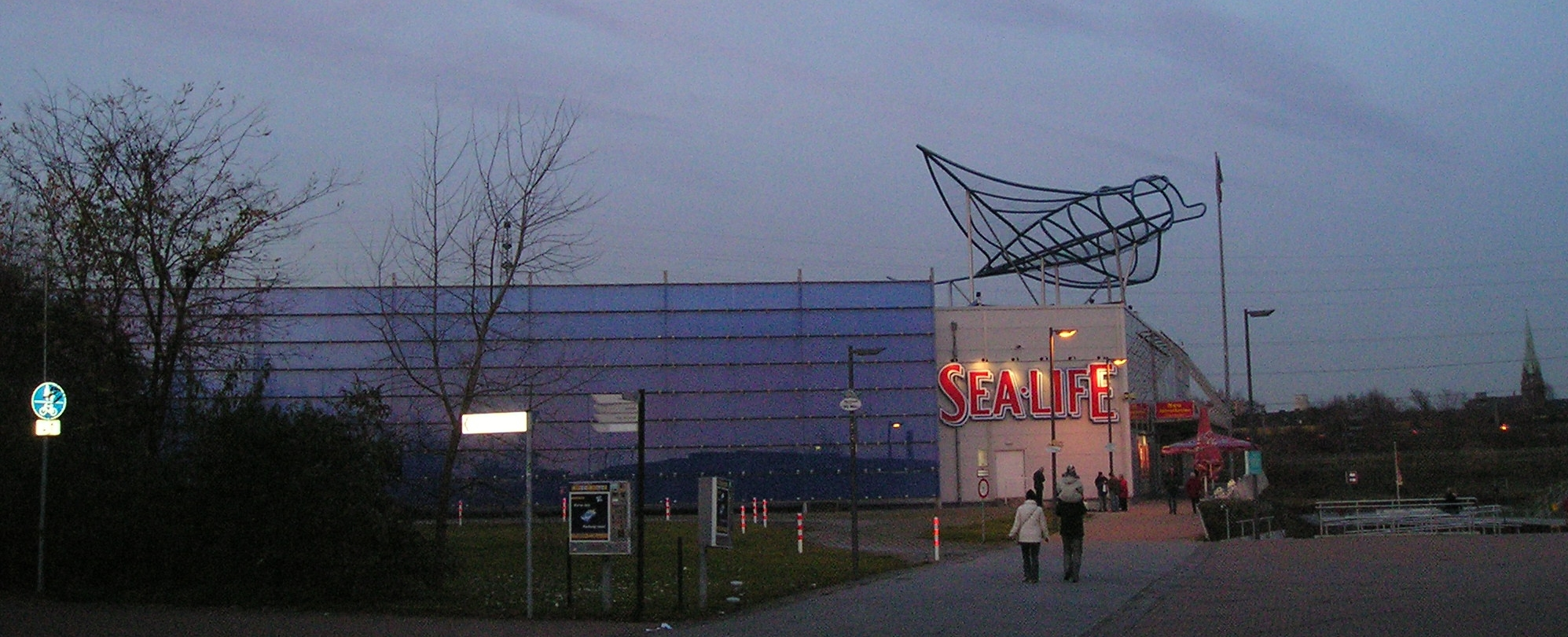
Exterior del Sea Life de Oberhausen, en cuyas instalaciones vivía el pulpo Paul.

Durante la disputa de la Copa Mundial de Fútbol de Sudáfrica, la popularidad de Paul alcanzó niveles extraordinarios, llegando a ser cómicamente considerado por la prensa «la estrella del Mundial». Su alcance llegó incluso al canal de televisión británico BBC, donde dos presentadores debatieron sobre la nacionalidad del animal, y en la norteamericana CNN la noticia de uno de sus veredictos fue incluida entre la información más relevante. Su entrenador en el acuario de Oberhausen señaló a la prensa que el animal se encontraba «bajo constante vigilancia para que no lo matasen», debido a las antipatías despertadas entre aficionados de selecciones a las que perjudicaron sus predicciones.
Por su parte, la prensa española se hizo eco de la gran repercusión del cefalópodo en las redes sociales, asegurando que se había convertido en un auténtico fenómeno mediático. El 9 de julio, en que vaticinó el resultado de la final del campeonato, varios canales de televisión españoles retransmitieron en directo su elección. El 10 de julio se hizo público que el término «Pulpo Paul» se había convertido en el cuarto más buscado en el popular buscador de Internet Yahoo!. En España fue especial su trascendencia: durante el campeonato, fueron puestas a la venta camisetas con su imagen animando a la selección de España, y a su finalización fue ampliamente utilizado como motivo en las celebraciones por el título conseguido, tanto por los seguidores españoles como por los propios jugadores de la selección.
Después de que aparecieran publicadas ciertas acusaciones de traición contra el pulpo en el periódico alemán Westfälische Rundschau, el presidente del gobierno español José Luis Rodríguez Zapatero en tono de broma dijo que enviaría un equipo de guardaespaldas para proteger a Paul, mientras que la ministra de Medio Ambiente, Elena Espinosa, afirmó en el mismo tono desenfadado que iba a dar protección a Paul en virtud de las leyes de conservación para que los alemanes no se lo comieran. Por su parte, la asociación ecologista People for the Ethical Treatment of Animals (PETA) lanzó una campaña solicitando la liberación del pulpo. Sin embargo, el director del Sea Life aquarium afirmó que el animal no tendría ninguna posibilidad de sobrevivir en el medio natural dado que había pasado toda su vida en cautiverio.
El fenómeno mediático protagonizado por Paul hizo que los medios de comunicación consideraran que superó en popularidad a la mascota oficial del campeonato, el leopardo Zakumi. Tanto fue así que, en los días posteriores al campeonato, la prensa informó de que el Zoo Aquarium de Madrid tenía la intención de incorporar al pulpo a sus instalaciones, por lo que realizó una oferta al acuario alemán, pero los responsables del Sea Life de Oberhausen manifestaron que el animal no sería vendido bajo ninguna circunstancia. Para entonces, se había convertido en el principal reclamo del parque alemán, que incluso en su página web llegó a compararlo con el delfín Flipper o la orca Keiko.

### Repercusión
El 22 de julio de 2010 fue nombrado amigo predilecto del pueblo de Carballino (Orense), donde se proyecta la creación de un museo del pulpo, en un acto en el acuario de Oberhausen donde acudió el alcalde de la localidad gallega.
El fenómeno tuvo también un gran impacto en China, con efectos como la subida del precio del pulpo para su consumo o el aumento de las colas en la Exposición Universal de Shanghái de 2010 tras la idea de un pabellón de ofrecer un sello con la imagen de Paul.
En agosto de 2010, la candidatura de Inglaterra para albergar la fase final de la Copa Mundial de Fútbol de 2018 nombró honoríficamente a Paul «embajador oficial» del proyecto.
El 24 de julio, y durante un discurso ofrecido en Teherán, el presidente de Irán, Mahmud Ahmadineyad, realizó duras críticas sobre Paul, a quien acusó de ser un «agente de la propaganda occidental y de la superstición», al tiempo que lo consideró «un símbolo de la decadencia y la podredumbre». Para el mandatario iraní, «quienes creen en este tipo de cosas no pueden ser los líderes de las naciones mundiales».
En algunos países, como por ejemplo la India, el pulpo Paul provocó que se pusiera de moda tener un pulpo como animal de compañía o mascota. Igualmente, fue usado en su publicidad por numerosas marcas comerciales internacionales, como Pepsi, Citroën y otras.

### Muerte

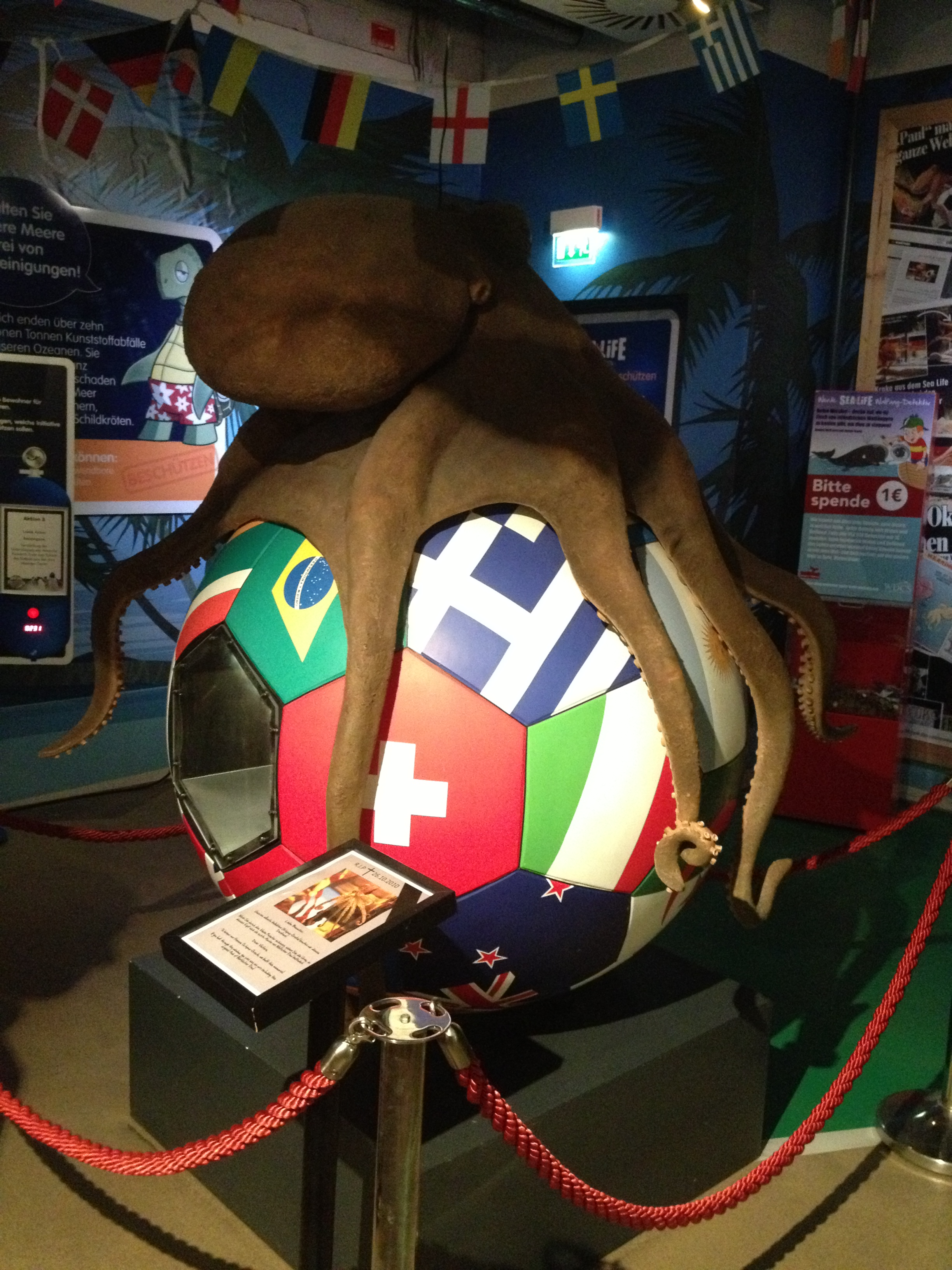
Estatua del pulpo Paul en el Sea Life.

Tras su muerte el 26 de octubre de 2010, sus cuidadores anunciaron que se erigiría un monumento en su memoria, afirmándose además desde el acuario en el que había vivido, el Sea Life Centre de Oberhausen, que «con el fin de honrar a Paul y con motivo del interés mundial que despertó, vamos a erigir aquí un monumento. Vamos a exponer los mejores momentos de la vida de Paul, también los regalos que hemos recibido de todo el mundo y la urna y las cajas de metacrilato de Paul». En enero de 2011, tres meses después de la muerte del cefalópodo, el Sea Life instaló e inauguró una estatua en su memoria.
La Union of European Football Associations, el órgano administrativo, organizativo y de control del fútbol europeo, lo recordó en su sitio web oficial, considerando que «se había ganado un espacio en la historia del deporte».
Solo un día después de conocerse su fallecimiento, la localidad de Marina di Campo (perteneciente al municipio de Campo nell'Elba), en el sur de la italiana isla de Elba donde los italianos afirman que nació el pulpo, anunció su intención de dedicarle una calle al famoso cefalópodo.
En 2014, el pulpo apareció en los Google Doodle temáticos de Google, con motivo del Mundial de Fútbol de 2014.

## Paul en el cine
La enorme popularidad alcanzada por Paul en China, donde fue calificado como «nuevo ídolo pop», provocó la realización en el país asiático de una película de cine, titulada Kill Octopus Paul (Matar al pulpo Paul, aunque también fue anunciada con el título Who Killed Paul the Octopus?), dirigida por Xiao Jiang y con las predicciones del pulpo y el origen de su capacidad adivinatoria como argumento. El film, fue clasificado como thriller, y para el papel de Paul fue utilizado un pulpo chino.
Se estrenó en Pekín el 30 de noviembre de 2010, ambientada en el Mundial de Sudáfrica 2010, cuya trama se centra en la hipótesis de que el resultado de los partidos y el ganador del torneo, España, fueron el resultado de un amaño y una conspiración para beneficiar a casas de apuestas alemanas, que no dudaron en usar la violencia y la extorsión para lograr sus objetivos. La película es una producción de China Film Group y Beijing Filmblog Media, habiéndose rodado en Sudáfrica coincidiendo con el Mundial, y en Pekín.
Otras producciones cinematográficas sobre el pulpo Paul fueron Quite Strange for an Octopus (2012) y The Life and Times of Paul the Psychic Octopus (2012), ambas inspiradas en la vida del pulpo Paul.

## Lista de predicciones

### Partidos de la selección de Alemania

#### Eurocopa 2008
| Oponente | Fase             | Predicción de Paul | Resultado |            |
| -------- | ---------------- | ------------------ | --------- | ---------- |
| Polonia  | Fase de grupos   | Alemania           | 2-0       | Correcto   |
| Croacia  | Fase de grupos   | Alemania           | 1-2       | Incorrecto |
| Austria  | Fase de grupos   | Alemania           | 1-0       | Correcto   |
| Portugal | Cuartos de final | Alemania           | 3-2       | Correcto   |
| Turquía  | Semifinales      | Alemania           | 3-2       | Correcto   |
| España   | Final            | Alemania           | 0-1       | Incorrecto |

#### Mundial 2010

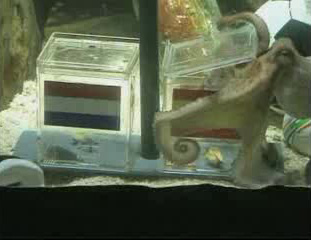
Paul, en el momento de decidirse por la urna con la bandera de España que pronosticaba su victoria en la final del Mundial.

| Oponente   | Fase                   | Predicción de Paul | Resultado |          |
| ---------- | ---------------------- | ------------------ | --------- | -------- |
| Australia  | Fase de grupos         | Alemania           | 4-0       | Correcto |
| Alemania   | Fase de grupos         | Serbia             | 0-1       | Correcto |
| Ghana      | Fase de grupos         | Alemania           | 1-0       | Correcto |
| Inglaterra | Octavos de final       | Alemania           | 4-1       | Correcto |
| Argentina  | Cuartos de final       | Alemania           | 4-0       | Correcto |
| Alemania   | Semifinales            | España             | 0-1       | Correcto |
| Uruguay    | Tercer y cuarto puesto | Alemania           | 3-2       | Correcto |

### Partidos de otras selecciones

#### Mundial 2010
| Equipos                    | Fase  | Predicción de Paul | Resultado |          |
| -------------------------- | ----- | ------------------ | --------- | -------- |
| Países Bajos contra España | Final | España             | 0-1       | Correcto |

## Oráculos similares
Durante la Copa del Mundo que encumbró a Paul, fueron utilizados como oráculos otros animales con procedimientos similares, pero no alcanzaron demasiada efectividad ni trascendencia. Los animales del zoológico de Chemnitz, en Alemania, se equivocaron en todas sus predicciones sobre los encuentros de la selección alemana en la fase de grupos: el puercoespín Leon se decidió por Australia, el hipopótamo pigmeo Petty vaticinó la derrota de Serbia, y el conejillo de indias Jimmy y el tamarino Anton eligieron los alimentos que representaban a Ghana. Utilizando el mismo sistema, Mani, una cotorra de Singapur, el pulpo Paulina de Países Bajos, el pulpo Xiaoge de Qingdao, China, el chimpancé Pino y el potamoquero Apelsin del zoo de Tallin (Estonia) predijeron que la selección neerlandesa ganaría la final. El cocodrilo Harry el Sucio, de Australia, eligió a España como vencedor.
Durante los cuatro clásicos del fútbol español disputados entre el 16 de abril y el 3 de mayo de 2011 entre el F.C. Barcelona y el Real Madrid, correspondientes a diversas competiciones, fue empleado como oráculo un pulpo similar a Paul conocido como Pulpo Iker, que tomaba su nombre del portero del Real Madrid Iker Casillas. Iker acertó sus dos primeras predicciones, pero falló en su estimación de que el Real Madrid accedería a la final de la UEFA Champions League 2010-11.